# Der Herrgottschnitzer von Ammergau (Film)
Der Herrgottschnitzer von Ammergau ist ein deutscher Heimatfilm von Harald Reinl aus dem Jahr 1952 in Schwarzweiß. Das Drehbuch verfasste Peter Ostermayr, der den Film auch produzierte. Das Buch basiert auf dem gleichnamigen Roman von Ludwig Ganghofer. Die Hauptrollen sind mit Ingeborg Cornelius und Erich Auer besetzt.

## Handlung
Der Maler Baumiller, der jedes Jahr ein paar Wochen im Ammergau verbringt, begeistert sich für die Schnitzereien des Paulus Lohner. Deshalb empfiehlt er ihm, sich bei der Münchner Kunstakademie ausbilden zu lassen. Der aber will lieber in seinem Heimatort bleiben, um sich nicht von seiner Verlobten Loni längere Zeit trennen zu müssen. Als aber die zwei jungen Leute in Streit geraten, weil Pauli ein Marienbild geschnitzt hat, das seiner Braut verblüffend ähnelt, scheint ihr gemeinsames Glück vorbei zu sein; es kommt zum Zerwürfnis. Darüber freut sich der Rötelbachbauer, zumal er schon lange den Wunsch hegt, Loni zur Schwiegertochter zu bekommen. Die aber schlägt das Angebot aus. Trost findet sie bei der Sennerin Liesl. Diese ist eine Wilderin, und Muckl Rötelbacher besorgt ihr immer Waffen und Munition.
Lonis Pflegevater, der Höflmeier-Wirt, möchte die Marei vom Nachbarort heiraten und beim bevorstehenden Trachtenfest öffentlich die Verlobung mit ihr verkünden. Marei macht jedoch zur Bedingung, dass zu diesem Ereignis die Musikanten ihres Heimatdorfes aufspielen. Dies sorgt für Spannung in Ammergau.
Unterdessen hat der Jäger die Liesl beim Wildern erwischt. Sie lässt sich ins Gewissen reden, dies nie mehr zu tun. Der Holzschnitzer Pauli lebt völlig zurückgezogen, seit er sich von Loni getrennt hat. Er arbeitet an einer riesigen Herrgottsfigur. Es ist geplant, diese am großen Festtag auf dem Gipfel des Hausberges aufzustellen. Am Vorabend jedoch braut sich ein Unwetter zusammen. Nachdem ein Blitz in das Holzkreuz eingeschlagen hat, steht das gesamte Kunstwerk in Flammen. Das ganze Dorf ist entsetzt, Pauli am Boden zerstört. Baumiller tröstet den Verzweifelten. Mit einer List gelingt es ihm schließlich, Loni und Pauli wieder miteinander zu versöhnen. Weil Marei beim Trachtenfest arg ins Fettnäpfchen getreten ist, hat Lonis Pflegevater erkannt, dass diese nicht zur Wirtin seines Unternehmens geeignet ist. Am Ende des Films herrscht im Dorf wieder Friede und Eintracht.

## Ergänzungen
Der Film wurde vom 6. September bis zum 13. November 1952 in den Ateliers der Bavaria-Film in Geiselgasteig produziert. Die Außenaufnahmen entstanden in den Bayerischen Alpen in Oberammergau, Garmisch, Ruhpolding, auf der Zugspitze, in Graswang sowie am Hafelekar bei Innsbruck. Die Bauten schuf der Filmarchitekt Max Seefelder. Giuseppe Becce komponierte die Musik. Die Produktionsleitung lag in den Händen von Ottmar Ostermayr. Zum ersten Mal ins Kino kam der Film am 19. Dezember 1952 in Memmingen (Union).

## Kritik
Der Evangelische Film-Beobachter zieht folgendes Fazit: „Ein Ganghofer-Film, der nicht ganz der Schablone erlegen ist und deshalb Liebhaber des Genres unterhalten kann.“ Das Lexikon des Internationalen Films bemerkt lapidar: „Anspruchsloser, eher besinnlicher als dramatischer Heimatfilm nach einem Theaterstück von Ludwig Ganghofer.“

## Quelle
- Programm zum Film: Das Neue Film-Programm, erschienen im gleichnamigen Verlag, Neustadt an der Weinstraße, ohne Nummernangabe